# Мост Тайчжоу
Мост Тайчжоу (кит. 泰州长江大桥) — мостовой переход, пересекающий реку Янцзы, расположенный между городскими округами Тайчжоу и Чжэньцзян; на август 2016 года, 25-й по длине основного пролёта висячий мост в мире (10-й в Китае). Является частью скоростной автодороги S35 (соединяет дороги).

## Характеристика
Длина мостового перехода — 62 088 м, в том числе висячий мост — 6821 м, балочный мост — 2905 м. Мост соединяет район Гаоган (Тайчжоу; на северном берегу реки), городской уезд Янчжун (Чжэньцзян; на одноименном острове) и село Яоцяо (Чжэньцзян; на южном берегу). Мостовой переход Тайчжоу представлен висячим мостом через северный пролив реки Янцзы с двумя основными пролётами длиной по 1080 м, балочным мостом с прогонами коробчатого сечения через южный пролив реки с основными пролётом длиной 125 м, мостовыми подходами. Длина мостовых подходов на северном берегу составляет 8 км, на острове Янчжун — 2,94 км, на южном берегу — 40 км. Высоты основных башенных опор висячего моста — 178, 194 и 178 м.